# Torre de Cerredo
Torre de Cerredo (2648 m. o. h.) er det højeste punkt i den spanske bjergkæde De Cantabriske Bjerge.
43°11′53″N 4°51′04″V / 43.1981°N 4.8511°V